# Jaume Grau Ciscar
|  | Per a altres significats, vegeu «Jaume Grau». |

Jaume Grau Ciscar (Tavernes de la Valldigna, 5 de maig de 1997), conegut com a Jaume Grau, és un futbolista valencià. Juga en la posició de migcampista i el seu actual equip és el AVS.

## Trajectòria
Jaume Grau es formà en les categories inferiors del València CF. El 2013 va ingressar en la pedrera del Reial Madrid per a iniciar el període juvenil. Després d'una temporada en el Juvenil C i dues en el Juvenil A, va ser cedit al Club Deportivo Artístico Navalcarnero de la Segona B. Després de la seua primera experiència en la categoria de bronze, tornà al Reial Madrid Castella per a ser un dels seus referents. El seu bon rendiment li va servir per a ser convocat per a un partit del primer equip del Reial Madrid el 2018.
Durant les temporades 2017-18 i 2018-19 el migcampista esquerrà juga 66 partits en les files del Reial Madrid Castella, 59 d'ells com a titular.
El juliol de 2019, es converteix en jugador del C.A. Osasuna durant 3 temporades i és cedit al Club Deportivo Lugo per a jugar en la Segona Divisió durant la temporada 2019-20. Va debutar com a professional el 17 d'agost, com a titular en un empat 0–0 a casa contra l'Extremadura UD.
El 24 d'agost de 2020, Grau va marxar a l'estranger per jugar a la Primeira Liga amb el C.D. Tondela, amb contracte de cessió per un any. Després de tornar, va tornar a la primera divisió espanyola, on va debutar el 18 de setembre de 2021, substituint Darko Brašanac en una victòria a fora 2–0 contra el Deportivo Alavés.
El 19 de gener de 2022, Grau va signar contracte per tres anys i mig amb el Reial Saragossa de segona divisió.